# Clicker Heroes 2
Clicker Heroes 2 (oder Clicker Heroes II) ist ein Clicker-Game, entwickelt von Playsaurus und die Fortsetzung von Clicker Heroes. Das Spiel wurde im Juli 2018 für Windows und macOS veröffentlicht.

## Spielprinzip und Technik
In Clicker Heroes 2 kann man am Anfang einen Helden auswählen und diesen durch leveln besser machen. Zurzeit gibt es zwei Held namens Cid und The Cursed Wizard. In der Beta Phase gibt es jedoch nur Cid zur Auswahl. Dem Helden kann man gewisse Items kaufen (Schwert, Helm, Schuhe etc.), durch welche er stärker wird. Zusätzlich erhält der Held dadurch gewisse Fähigkeiten. Im Gegensatz zum ersten Teil ist es im zweiten Teil nicht mehr möglich durchgehend zu klicken, da man einen Energieanzeigen hat, mit welcher man nur eine Gewisse Anzahl an Klicks zur Verfügung. Die Energieanzeige lädt sich jede Sekunde um einen Zähler wieder auf. Es gibt auch noch Mana, welche zum benutzen einiger Skills benutzt wird. Dieses lädt sich viel langsamer als die Energie auf. Das Spiel ist in Welten aufgeteilt. Jede Welt besitzt 100 Level und am Ende jeder Welt muss ein Boss besiegt werden.

## Mikrotransaktionen
Im Gegensatz zu Clicker Heroes, verzichtet Playsaurus bei Clicker Heroes 2 auf Mikrotransaktionen. Im offiziellen Blog beschrieb das Team die Gründe dafür. Durch das verzichten auf Mikrotransaktionen möchte Playsaurus anfällige Spieler nicht über den Tisch ziehen. Mit dieser Aussage bezieht sich das Team auf den ersten Teil, welcher als Free-to-play-Spiel spielbar war. In diesem haben Spieler Unsummen an Geld im Shop ausgegeben. Aus diesem Grund ist Clicker Heroes 2 kein Free-to-play-Spiel mit Mikrotransaktionen.

## Zusatzinhalte
Neben dem Hauptspiel gibt es bei Clicker Heroes 2 die Möglichkeit Zusatzinhalte zu kaufen. Man kann sich den Clicker Heroes 2 Soundtrack für 6,59 € kaufen.

## Produktionsnotizen
Am 16. Juli 2018 wurde Clicker Heroes 2 auf Steam veröffentlicht. Das Spiel konnte man seit dem 20. November 2017 vorbestellen. Der Trailer von Clicker Heroes 2 wurde am 22. September 2017 veröffentlicht. Das Spiel ist die Fortsetzung von Clicker Heroes.